# Heinrich Ludwig Smalian
Heinrich Ludwig Smalian (* 13. Juli 1785 in Lohra bei Nordhausen; † 25. März 1848 in Stralsund) war ein deutscher Oberforstmeister.

## Leben
Heinrich Ludwig Smalian entstammte einer Beamtenfamilie schon sein Vater war Amtsrat.
Er wurde zunächst im elterlichen Haus durch Privatlehrer ausgebildet und besuchte von 1797 bis 1800 die Waisenhausschule der Franckeschen Stiftungen in Halle.
Nach Beendigung der Schule studierte er bis August 1803 bei Franz Louis Ernst Carl von Ziegesar und Johann Matthäus Bechstein Forstwissenschaften an der Öffentlichen Lehranstalt der Forst- und Jagdkunde, ab 1803 Forstakademie, in Dreißigacker. Hier erhielt er eine forst- und naturwissenschaftliche Ausbildung, unter anderem durch Vorlesungen über Natur- und Jagdwissenschaften, Naturlehre, Chemie sowie angewandte Gebiete der Forstwissenschaft und Forstverwaltung. Sein ausgeprägtes mathematisches Interesse und seine Fähigkeiten wurden durch seinen Mathematiklehrer Johann Wilhelm Hoßfeld geprägt. Er beendete das Studium und wurde Volontär im königlich-preußischen Korps der reitenden Feldjäger in Köpenick bei Berlin.

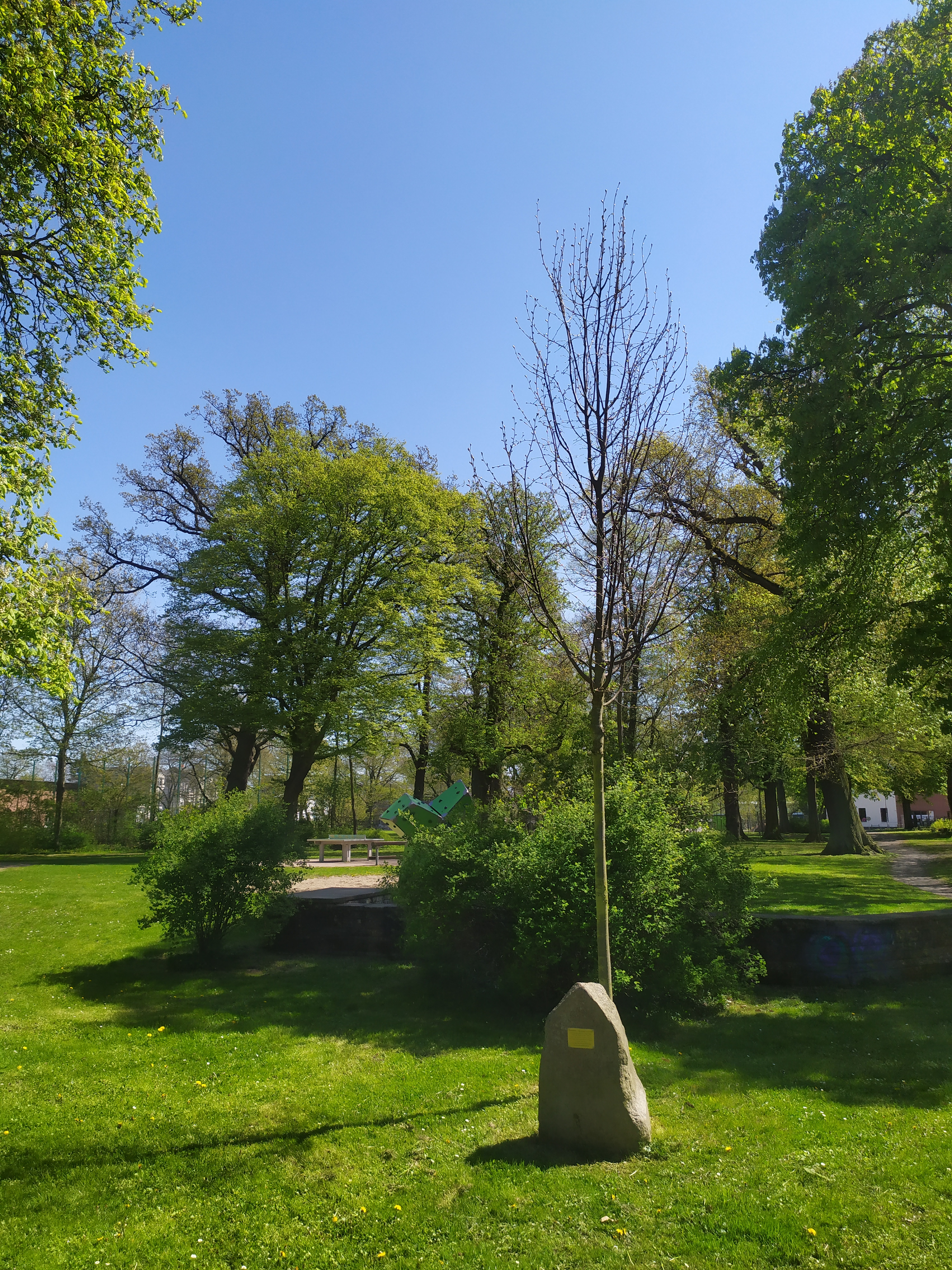
Gedenkstein für Samlian in der Brunnenaue in Stralsund

Nachdem er die Staatsprüfung bestanden hatte, erhielt er im Spätherbst 1805 eine Anstellung als Forstkondukteur bei der königlichen Eichsfeld-Erfurtischen Kriegs- und Domänenkammer in Heiligenstadt. Nach der Schaffung des Königreiches Westphalen durch die Franzosen durfte er als Bürgerlicher bleiben und wurde zum Calkulator-Assistenten befördert. Nach einer weiteren Prüfung in den Fächern Feldmesskunst, Nivellieren, Forsttaxation, allgemeine und besondere Arithmetik, Differential- und Integralrechnung, Geometrie, Trigonometrie, Zeichenkunst, Mechanik und Optik wurde er am 3. September 1807 zum wirklichen Kammercalkulator befördert und erhielt die Erlaubnis zur Ausübung der Vermessungs- und Taxationsgeschäfte innerhalb des Dienstbezirkes der Kriegs- und Domänenkammer. Anfang 1808 wurde er als Verificateur (Prüfer) nach Kassel versetzt und im gleichen Jahr zum Sous-Inspecteur (Stellvertreter des Inspektors) befördert.
Obwohl er im Königreich Westphalen Dienst tat, war er immer noch als Volontär beim königlich-preußischen Reitenden Feldjägerkorps in Köpenick bei Berlin verzeichnet. Im März 1808 erhielt er jedoch durch Major von Bölzig die Mitteilung, das er auf Befehl des Generalmajors Karl Leopold von Köckritz, aus dem Korps entlassen worden sei.
Nach dem Ende des Königreiches Westphalen, bewarb er sich 1813 um eine Assistentenstelle beim Generalinspektor Freiherr Karl Friedrich Wilhelm Wasmuth von Wintzingerode (1772–1830) in Halberstadt und begnügte sich auch mit einem geringeren Gehalt.
Die königliche preußische Regierung stellte ihn Ende 1814 als Forstinspektor in Willrode an. Als er sich 1815 freiwillig zum Kampf gegen die Franzosen melden wollte, wurde ihm dies von der Regierung untersagt, weil er für den Forstdienst unentbehrlich sei; aber er wurde in Erfurt zum Forstmeister befördert, wodurch sich sein Wirkungskreis vergrößerte.
1816 wurde er, auf Vorschlag von Georg Ludwig Hartig gegenüber dem Finanzminister Hans von Bülow, als Oberlandforstmeister und Hilfsarbeiter in die Generalverwaltung für Domänen und Forsten des preußischen Finanzministeriums nach Berlin berufen. Am 13. Februar 1817 erfolgte seine Ernennung zum Oberforstmeister in Danzig, dort blieb er bis zu seiner Versetzung nach Stralsund.
1827 wurde er als Leiter der Forstverwaltung im Regierungsbezirk Stralsund nach Stralsund versetzt. Zum Regierungsbezirk Stralsund gehörte damals das Gebiet, welches durch die Ostsee und die Flüsse Recknitz, Trebel und Peene begrenzt wird. Der Bezirk bestand aus den sechs Forstrevieren Darß, Schuenhagen, Abtshagen, Poggendorf, Buddenhagen (später Jägerhof genannt) und Werder, daneben gab es die mit großen Wäldern ausgestatteten Forstverwaltungen Universitätsforst Greifswald und die Stadtforsten Greifswald, Barth und Stralsund.
Heinrich Ludwig Smalian heiratete 1821 in Danzig Luise Nicolovius, Tochter des Regierungspräsidenten Theodor Nicolovius. Aus dieser Ehe gingen sechs Kinder, drei Söhne und drei Töchter, hervor. Von diesen ist namentlich bekannt:
- Otto Heinrich Smalian (* 23. September 1827 in Stralsund; † 17. Februar 1874), Oberförster in Zerrin.[1]

## Wirken

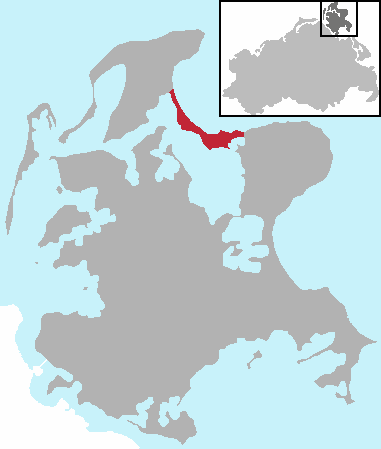
Nehrung der Schaabe auf Rügen

Heinrich Ludwig Smalian hatte sich auf Holzmeßkunde und Forsteinrichtungen spezialisiert. Mit großem Geschick konnte er die Schaabe, eine schmale Nehrung zwischen den Halbinseln Jasmund und Wittow mit Kiefern und Eichen erstmals aufforsten.
Er erfand auch einige Baummessinstrumente, entwickelte mehrere neue Formeln und eine besondere Forstabschätzungsmethode. So erfand er eine auf dem Prinzip des Keils beruhende Baumkluppe und einen Höhenmesser. Er veröffentlichte 1840 eine Schrift für Forstmänner, Bauherrn und Holzhändler, in der vier Zahlentafeln enthalten waren, die die Veranschlagung und Auswahl der Bau- und Nutzhölzer erleichtern sollte. Er führte auch den Begriff der echten Formzahl in die Literatur ein, die Max Preßler später weiter bearbeitete, um den Inhalt einzeln stehender Bäume zu ermitteln.
Er entwickelte eine Formel zur Bestimmung des durchschnittlichen Alters von Bäumen, die später auch als Heyer'sche Formel bekannt wurde, weil Carl Heyer, unabhängig von ihm, auf dieselbe Formel kam und publizierte.

## Mitgliedschaften
Heinrich Ludwig Smalian war Mitglied der Naturforschenden Gesellschaft in Danzig.
Er war auch Mitglied der Sozietät der Forst- und Jagdkunde in Dreißigacker.

## Ehrungen
- Heinrich Ludwig Smalian war seit 1834 Ritter des Roten Adlerordens 4. Klasse.
- 1843 wurde ihm der Rote Adlerorden 3. Klasse mit der Schleife verliehen.[4]
- Beim Forstamtsgebäude Schuenhagen bei Velgast wurde am 22. April 1999 ein Gedenkstein zu seiner Erinnerung errichtet.[5]
- Am 21. April 2016 wurde im Park Brunnenaue in Stralsund vom Pommerschen Forstverein in Gegenwart des Oberbürgermeisters der Stadt, Alexander Badrow, ein Gedenkstein eingeweiht und der Baum des Jahres 2016, eine Winterlinde, gepflanzt.[6]

## Schriften (Auswahl)

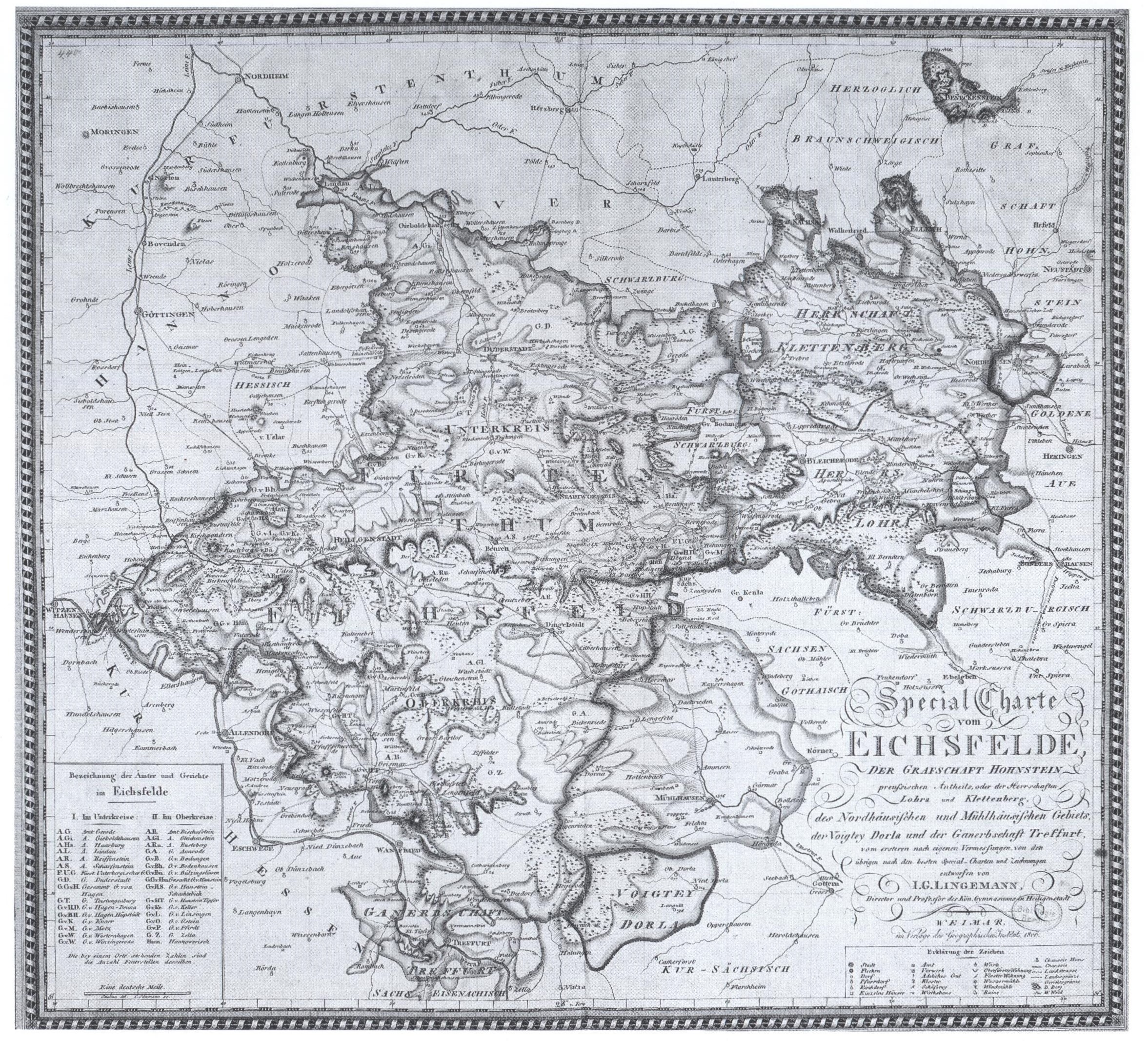
Special Charte vom Eichsfelde, der Grafschaft Hohnstein preussischen Antheils, oder der Herrschaften Lohra und Klettenberg : des Nordhäusischen und Mühlhäusischen Gebiets, der Voigtey Dorla und der Ganerbschaft Treffurt

- Johann Georg Lingemann; Heinrich Ludwig Smalian; Carl R. Schumann; Geographisches Institut (Weimar): Special Charte vom Eichsfelde, der Grafschaft Hohnstein preussischen Antheils, oder der Herrschaften Lohra und Klettenberg : des Nordhäusischen und Mühlhäusischen Gebiets, der Voigtey Dorla und der Ganerbschaft Treffurt. Weimar: Im Verlage des Geographischen Instituts, 1806.
- Beitrag zur Holzmeßkunst. Stralsund 1837.
- Baumhöhendurchmesser und einfaches Verfahren zur Baummessung und Holzberechnung für Forstmänner, Bauherren und Holzhändler. 1840.
- Anleitung zur Untersuchung und Feststellung des Waldzustandes, der Forsteinrichtung, des Ertrages und Geldwerthes der Forste, sowie zur Forstverwaltung und deren Kontrole auf den Grund der Forstschätzung. 1840.
- Beiträge zur Forstwissenschaft (erstes Heft, 1842; zweites Heft, 1845).
- Buchenhochwald-Betrieb und Schätzung der Forstbeläufe Hagen und Rusewase, Forstrevier Werder. 1846.

Er veröffentlichte auch noch mehrere Tafelwerke:
- Allgemeine Holzertrag-Tafeln für den Abtriebsertrag, Zuwachssatz, jährlichen Durchschnitts-Ertrag, die gesammte Holzmasse und den Ertragsatz, zur wissenschaftlichen Holzertrag- und Wald-Werth-Berechnung, im Auszuge von 10 zu 10 Jahren. 1837.
- Kreisflächen-, Durchmesser-, Halbmesser- und Umfangtafeln. 1840.
- Walzentafel zur Erleichterung der Holzmassenberechnung der Baumstämme von 1 bis 100 Fuß Länge und 0,001 bis 46,2 Quadratfuß Querstäche, mit den entsprechenden Durchmessern und Umfängen. 1846.